# Cernotina
Cernotina är ett släkte av nattsländor. Cernotina ingår i familjen fångstnätnattsländor.

## Dottertaxa tillCernotina, i alfabetisk ordning[1]
- Cernotina abbreviata
- Cernotina acalyptra
- Cernotina aestheticella
- Cernotina artiguensis
- Cernotina astera
- Cernotina attenuata
- Cernotina bibrachiata
- Cernotina cacha
- Cernotina cadeti
- Cernotina calcea
- Cernotina caliginosa
- Cernotina carbonelli
- Cernotina chelifera
- Cernotina cingulata
- Cernotina compressa
- Cernotina cygnaea
- Cernotina cystophora
- Cernotina declinata
- Cernotina decumbens
- Cernotina depressa
- Cernotina ecotura
- Cernotina encrypta
- Cernotina fallaciosa
- Cernotina filiformis
- Cernotina harrisi
- Cernotina hastilis
- Cernotina intersecta
- Cernotina laticula
- Cernotina longissima
- Cernotina lutea
- Cernotina mandeba
- Cernotina mastelleri
- Cernotina mediolaba
- Cernotina nigridentata
- Cernotina obliqua
- Cernotina ohio
- Cernotina oklahoma
- Cernotina pallida
- Cernotina perpendicularis
- Cernotina sexspinosa
- Cernotina sinosa
- Cernotina spicata
- Cernotina spinigera
- Cernotina spinosior
- Cernotina stannardi
- Cernotina subapicalis
- Cernotina taeniata
- Cernotina trispina
- Cernotina truncona
- Cernotina uara
- Cernotina uncifera
- Cernotina unguiculata
- Cernotina verna
- Cernotina verticalis
- Cernotina zanclana